# Monochrome Factor
Monochrome Factor (jap. モノクローム・ファクター) ist eine Manga-Reihe des japanischen Zeichners Kaili Sorano, die von 2004 bis 2011 beim Mag-Garden-Verlag veröffentlicht wurde. Das Werk umfasst über 1000 Seiten, wurde in mehrere Sprachen übersetzt und als Anime und Videospiel adaptiert. Der Manga lässt sich in die Genre Action, Comedy, Drama und Fantasy einordnen.

## Inhalt
Der 16-jährige Akira Nikaidō 二海堂 昶 geht auf die Oberschule, hält jedoch nicht viel vom Lernen und schwänzt häufig. Dennoch gehört er zu den besten Schülern. Eines Tages stellt sich ihm ein junger Mann namens Shirogane 白銀 vor, mit dem er durch das Schicksal verbunden sei. Akira glaubt dies zunächst nicht, doch bald darauf wird er gemeinsam mit Aya Suzuno 鈴野 綾, eine Freundin von ihm, nachts von einem mysteriösen Wesen angegriffen. Shirogane verteidigt sie und klärt Akira auf, dass sie gemeinsam gegen diese Schattenmonster kämpfen müssen, da das Gleichgewicht zwischen der Welt der Menschen und der der Schatten gestört ist. Akira muss nun immer wieder selbst ein Shin, ein Schatten, werden und um die Wiederherstellung des Gleichgewichts kämpfen.

## Veröffentlichung
Der Manga von Kaili Sorano startete im Mai 2004 im Manga-Magazin Comic Blade Masamune des Verlags Mag Garden. Nach Einstellung des Magazins am 15. Juni 2007 wechselte der Manga im September 2007 zum neuen Magazin Comic Blade Avarus, ebenfalls von Mag Garden. Im Mai 2011 wurde bekannt gegeben, dass der Manga am 15. Juni 2011 in Ausgabe 7/2011 enden wird.
Die Einzelkapitel erschienen auch in bisher zehn Sammelbänden. Tokyopop veröffentlichte zwischen Januar und Dezember 2008 die ersten vier Bände in englischer Sprache. Eine chinesische Fassung erscheint bei Chuang Yi und seit November 2010 eine französische bei Kabuto éditions.
- Bd. 1: 10. April 2005, ISBN 978-4-86127-132-8
- Bd. 2: 10. Dezember 2005, ISBN 978-4-86127-216-5
- Bd. 3: 10. September 2006, ISBN 978-4-86127-291-2
- Bd. 4: 10. September 2007, ISBN 978-4-86127-422-0
- Bd. 5: 28. März 2008, ISBN 978-4-86127-486-2
- Bd. 6: 10. September 2008, ISBN 978-4-86127-534-0
- Bd. 7: 10. März 2009, ISBN 978-4-86127-605-7
- Bd. 8: 10. Dezember 2009, ISBN 978-4-86127-682-8
- Bd. 9: 9. Juli 2010, ISBN 978-4-86127-748-1
- Bd. 10: 15. Februar 2011, ISBN 978-4-86127-829-7
- Bd. 11: 15. November 2011, ISBN 978-4-86127-921-8

## Adaptionen

### Anime
Das Studio A.C.G.T. produzierte unter der Regie von Yū Kō 2008 eine Anime-Fernsehserie zum Manga, dabei wurden in die Handlung Boys-Love-Elemente hineingebracht. Das Charakterdesign entwarf Shigeyuki Suga und Satoru Kuwabara übernahm die künstlerische Leitung. Die Serie wurde vom 7. April bis zum 29. September 2008 durch den Sender TV Tokyo in Japan ausgestrahlt. Später folgten Ausstrahlungen durch die Sender TV Ōsaka und AT-X.
Die 24 Folgen der Serie wurden von Shochiku zwischen dem 8. August 2008 und dem 13. März 2009 auf acht DVDs mit je drei Folgen veröffentlicht.

#### Synchronisation
| Rolle             | japanischer Sprecher (Seiyū) |
| ----------------- | ---------------------------- |
| Akira Nikaidō     | Daisuke Ono                  |
| Shirogane         | Jun’ichi Suwabe              |
| Mayu Asamura      | Ami Koshimizu                |
| Kengo Asamura     | Hiroshi Kamiya               |
| Nanaya            | Hiroyuki Yoshino             |
| Kō                | Katsuyuki Konishi            |
| Aya Suzuno        | Masumi Asano                 |
| Haruka Kujō       | Mitsuki Saiga                |
| Homurabi          | Ryotaro Okiayu               |
| Shūichi Wagatsuma | Wataru Hatano                |
| Lulu              | Yukari Tamura                |

#### Musik
Die Musik der Serie komponierte Takeshi Abo. Das Lied des Vorspanns ist Metamorphose von Asriel, für den Abspann verwendete man Awake ~my everything~ von Daisuke Ono und Hiroshi Kamiya und Kakusei~dark & light von Junichi Suwabe und Katsuyuki Konishi.

### Videospiel
Zu Monochrome Factor erschien im November 2008 ein Dating-Sim-Adventure-Spiel mit dem Titel Monochrome Factor Cross Road.